# جامعة فلندرز
جامعة فلندرز هي جامعة عامة في أستراليا تأسست عام 1966. تقع في مدينة اديلايد.

## إحصائيات
يبلغ عدد طلاب الجامعة 26,078 طالب.